# Karl-Heinz Danielowski
Karl-Heinz Danielowski (ur. 31 marca 1940 w Sülzetal) – niemiecki wioślarz reprezentujący NRD, złoty medalista olimpijski i srebrny medalista mistrzostw świata.

## Kariera
Wystąpił na igrzyskach olimpijskich w Tokio w 1964, zajmując siódme miejsce w dwójkach ze sternikiem. Na rozgrywanych cztery lata później igrzyskach olimpijskich w Meksyku startował w ósemkach, ponownie zajmując siódme miejsce. Brał też udział w igrzyskach olimpijskich w Montrealu w 1976, gdzie osada NRD w składzie: Bernd Baumgart, Gottfried Döhn, Werner Klatt, Hans-Joachim Lück, Dieter Wendisch, Roland Kostulski, Ulrich Karnatz, Karl-Heinz Prudöhl i Karl-Heinz Danielowski (sternik) zdobyła złoty medal w ósemkach. W finale o 2,53 sekundy wyprzedzili Wielką Brytanię i o 5,22 sekundy pokonali osadę Nowej Zelandii. 
Na mistrzostwach świata w St. Catharines (1970) zdobył srebro w czwórkach ze sternikiem.
Ponadto zdobył złoto w dwójkach ze sternikiem na mistrzostwach Europy w Amsterdamie (1964) oraz ósemkach na mistrzostwach Europy w Moskwie (1973).
W 1976 odznaczony Orderem Zasługi dla Ojczyzny.
Trzykrotnie zdobywał mistrzostwo kraju: w latach 1963-1965 zwyciężał w dwójkach ze sternikiem. Ukończył studia ekonomiczne.